# Zingiber macrorrhynchus
Zingiber macrorrhynchus là một loài thực vật có hoa trong họ Gừng. Loài này được Karl Moritz Schumann miêu tả khoa học đầu tiên năm 1904.

## Mẫu định danh
Mẫu định danh: Forbes H.O. 1756 A; do Henry Ogg Forbes (1851-1932) thu thập tại Sumatra. Mẫu holotype lưu giữ tại Bảo tàng Lịch sử Tự nhiên Anh, London (BM).

## Phân bố
Loài này là đặc hữu đảo Sumatra, Indonesia.

## Phân loại
Schumann (1904) xếp Z. macrorrhynchus trong tổ Lampugium (= Zingiber).

## Mô tả
Cây thảo lâu năm không cao. Thân lá cao tới 60 cm; đáy có bẹ thông thường che phủ. Bẹ 3, thẳng, tù, dài 2–13 cm, nhẵn nhụi. Lá có cuống lá dài 2–3 cm theo tỷ lệ với chiều dài tổng thể,  cuống lá rộng cuộn lại dần dần thành phiến lá. Lưỡi bẹ dài 5–6 mm, như da, đỉnh khía răng cưa, nhẵn nhụi. Phiến lá thuôn dài, đỉnh thon nhỏ dần-nhọn thon, đáy hẹp, cả hai mặt nhẵn nhụi, 22-26 × 8-9,5 cm. Cuống cụm hoa ngoằn ngoèo, dài 9 cm, có vảy che phủ; vảy ít (~4), hình elip, nhọn, sắp xếp lỏng lẻo, nhẵn nhụi. Cành hoa bông thóc 7-7,5 × 1,8-2,2 cm, hình thoi. Lá bắc phía dưới vô sinh, hình elip rộng, nhọn, đỉnh có lông tơ nhỏ, chẻ, dài 3–4 cm; các lá bắc hữu sinh hơi ngắn hơn, hình dạng tương tự. Hoa to lớn theo tỷ lệ. Bầu nhụy ..... Đài hoa ..... Ống tràng dài 2-2,5 cm; các thùy tràng thuôn dài, tù, dài 1 cm. Cánh môi hình trứng ngược, tù, dài 2,2 cm, các thùy bên khó thấy. Bao phấn dài 1,1 cm, đáy được bao bọc trong ống tràng, phần phụ liên kết dài 1,1 cm, thẳng.